# شتوبن (شلسویگ-هولشتاین)
شتوبن آلمانی: Stubben) یک شهر در آلمان است که در هرتسوگتوم لاونبورگ واقع شده‌است. شتوبن ۴۱۴ نفر جمعیت دارد.